# Tachytrechus americanus
Tachytrechus americanus är en tvåvingeart som först beskrevs av Ignaz Rudolph Schiner 1868.  Tachytrechus americanus ingår i släktet Tachytrechus och familjen styltflugor. Inga underarter finns listade i Catalogue of Life.